# Amálie Wickenhauserová-Nerudová
Amálie Neruda, coneguda professionalment pel nom de casada Amálie Wickenhauserová-Nerudová o Amálie Wickenhauser (Brno, 31 de març de 1834 - Brno, 24 de febrer de 1890), fou una pianista i professora de piano.
Era filla del gran organista, instrumentista de viola, professor de piano i director de cor de Brno Josef Neruda. La seva mare era la pianista Francisca Neruda, de soltera Merta. Igual que els seus germans, va rebre la seva primera educació musical dins la família. Els altres cinc germans van arribar a ser músics amb aparició pública: Viktor (1836-1852), Wilma (1838-1911), Marie (1840-1920), Franz Xaver (1843-1915) i Olga (1858-1945). A partir de 1847, la família Neruda va començar a fer concerts en la formació amb Wilma al violí, Amálie al piano i Viktor al violoncel. A partir de l'estiu de 1847, el pare va començar a fer gires per Europea amb els seus fills.
El 1857 es va casar amb el pianista, cantant i director, Ernst Wickenhauser, i van viure a Brno. El matrimoni va tenir almenys quatre fills.
A Brno, també va treballar com a professora de piano i entre els seus alumnes hi havia Leoš Janáček, que li va donar suport com a patrona i amb qui va fer concerts a la ciutat natal entre 1877 i 1879. Tots dos van organitzar les actuacions de grans obres corals. Una baralla va posar fi a la col·laboració entre els dos artistes el 1879.